# Microdynerus microdynerus
Microdynerus microdynerus är en stekelart som först beskrevs av Dalla Torre 1889.  Microdynerus microdynerus ingår i släktet Microdynerus och familjen Eumenidae. Inga underarter finns listade i Catalogue of Life.